# Antônio João

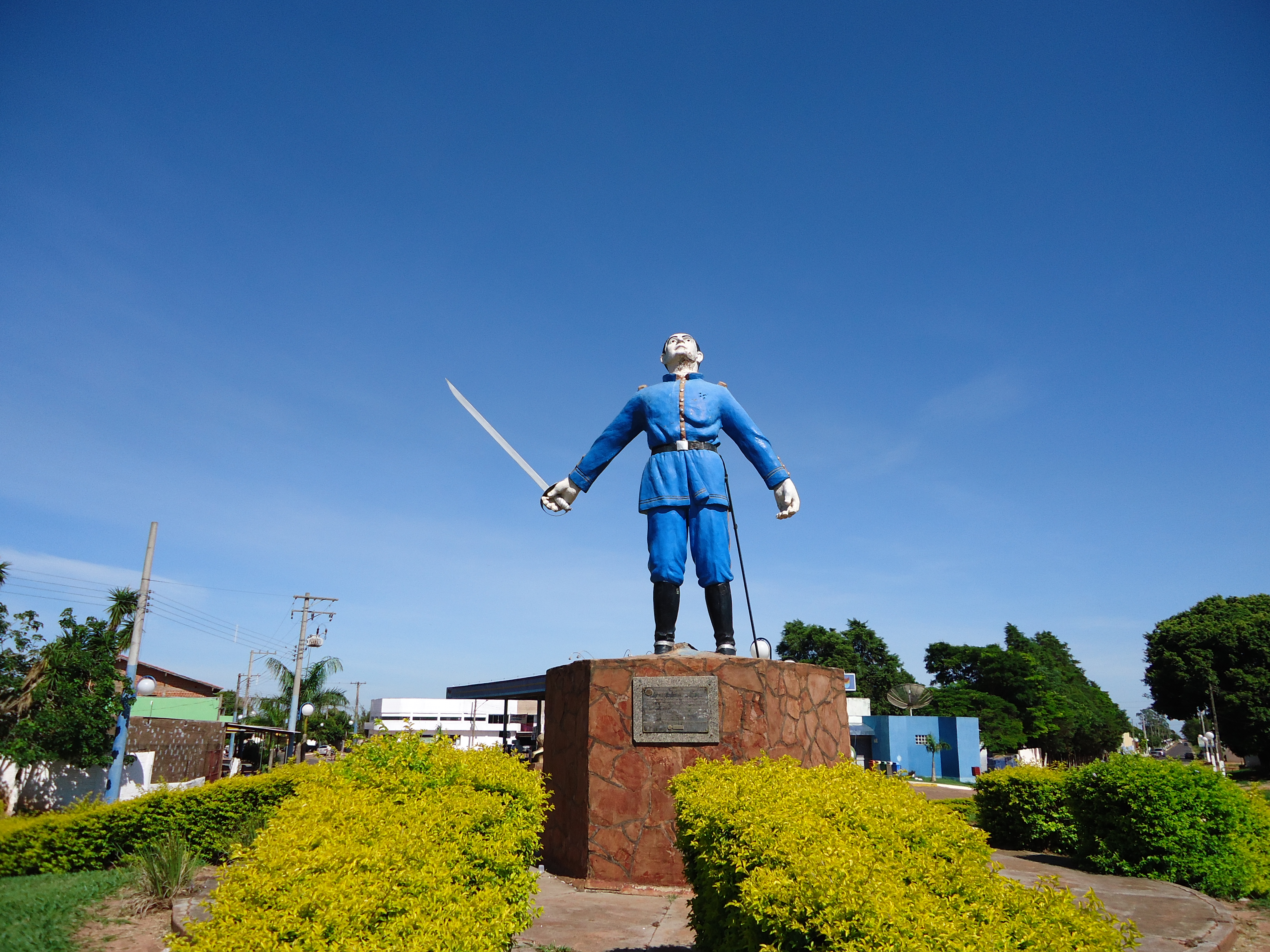
Estatua de Antonio João Ribeiro, héroe de la Guerra de Paraguay inaugurada en 18 de marzo de 1999.

Antônio João es un municipio brasileño ubicado en el suroeste del estado de Mato Grosso del Sur, fue fundado el 18 de marzo de 1964.
Situado a una altitud de 681 m s. n. m., su población según los datos del IBGE es de 8.734 habitantes, posee una superficie de 1.143 km².
Su nombre es en homenaje a Antônio João Ribeiro, héroe en la Guerra del Paraguay.